# La Chapelle-Montligeon
La Chapelle-Montligeon är en kommun i departementet Orne i regionen Normandie i nordvästra Frankrike. Kommunen ligger i kantonen Mortagne-au-Perche som tillhör arrondissementet Mortagne-au-Perche. År 2022 hade La Chapelle-Montligeon 510 invånare.

## Befolkningsutveckling
Antalet invånare i kommunen La Chapelle-Montligeon
| Referens: INSEE |